# 鈴木真仁
鈴木 真仁（すずき まさみ、1972年7月14日 - ）は、日本の声優、歌手、舞台女優。神奈川県茅ヶ崎市出身。日本芸術専門学校特別講師。大阪芸術大学短期大学部メディア芸術学科声優コース非常勤講師。

## 経歴
最初に声優を意識したのは大山のぶ代で、それまでは「ドラえもんがいる」と思っていたが、「現実と違うんだ」というギャップに打ちのめされたという。中学生の頃に宮崎駿の映画『風の谷のナウシカ』をテレビで見てアニメに熱中して、職業としての声優を知った。
中学時代は演劇部に所属しており、友人と「声優になりたいね」と話をしていたという。
「女優になるのは無理かもしれないけど、声だけならどうにかなるかも」と思い、進学した高校が演劇部が盛んでなく、何となく興味あった吹奏楽部に所属。しかし、イヤな先輩がいたことから1週間で退部し、3年間は帰宅部になったという。
高校3年生で進路決定をする時期になって、学校紹介の本でを見ていたところ声優の学校の広告があり、元々演劇部に所属しており、芝居が好きだったことから「行ってみようかな…」と声優の世界に入ったという。また「声だけでお芝居できるのっていいな」と思ったという。それが気になってしまい、毎日のようにアニメの学校のページばかりながめていたところ、母に「好きならいいわよ」と許してくれたという。
代々木アニメーション学院卒業。
以前はフリーアトム、大橋巨泉事務所、ミツヤプロジェクト、Y・M・O（旧：ラブライブ）、青二プロダクションに所属していた。
デビューは1992年、PCエンジン版『ドラゴンナイトII』で代々木アニメーション学院の学生が数名起用され、彼女もその中の一人だった。1993年には代々木アニメーション学院福岡校の卒業制作『赤ずきんちゃんリターンズ』で赤ずきん役として特別出演し、作中で三ツ矢雄二と初共演を果たしている。プロ声優としてのデビューは1994年、テレビ東京系のテレビアニメ『赤ずきんチャチャ』で、デビュー作から主役という抜擢を受けた。
同時期に歌手としても活動を開始した。1995年にリリースされたアルバム『Heavenly』は作詞に日髙のり子、冨永みーな、三ツ矢雄二、松野太紀など『赤ずきんチャチャ』で共演した声優陣を迎えた。また本人も並木のり子との共作で作詞に挑戦している。2004年より横山智佐とPinkRainbowというコンビを組みCD・DVD展開を開始している。また三ツ矢雄二が主宰する劇団アルターエゴに所属し、舞台にも出演している。

## 人物
小川びいによると、トボけたキャラクターと声で人気を得たという。また演じているキャラクターもワンテンポずれていることで知られる。
4歳上の姉、18歳下の弟がいる。
資格・免許は普通自動車免許。
趣味は読書、散歩。特技は犬の鳴き真似。
ファンや先輩声優には名前を音読みした「マジンちゃん」の愛称で呼ばれる。

## 出演
太字はメインキャラクター。

### テレビアニメ
1994年
- 赤ずきんチャチャ（1994年 - 1995年、チャチャ）

1995年
- H2（古賀春華）
- スレイヤーズ（1995年 - 2009年、アメリア） - 5シリーズ

1996年
- 水色時代（河合優子）
- るろうに剣心 -明治剣客浪漫譚-（1996年 - 1997年、恵比寿マリモ、剣心〈子供時代〉）

1997年
- キューティーハニーF（芳村エリカ）
- ケロケロちゃいむ（コン）
- 超魔神英雄伝ワタル（ライチ）

1998年
- こちら葛飾区亀有公園前派出所（1998年 - 2004年、乙姫菜々、金次郎）
- 発明BOYカニパン（チュロス）
- 熱沙の覇王ガンダーラ（アムリタ）
- ロスト・ユニバース（ニーナ）

1999年
- 十兵衛ちゃん シリーズ（1999年 - 2004年、遠山幸） - 2シリーズ
- 神八剣伝（コウ・ヤガミ）
- ジバクくん（ハニー）
- それいけ!アンパンマン（1999年 - 2009年、たまごのタマちゃん〈初代〉、レモンちゃん〈4代目〉、フライぼうや〈2代目〉、アロマちゃん〈初代〉）
- それゆけ!宇宙戦艦ヤマモト・ヨーコ（メオ・ニスのエリュトロン）
- ポケットモンスター（ヒカル）
- メダロット（1999年 - 2000年、ブラス、キクヒメ、天領チドリ、ジョー・スイハン〈少年時代〉） - 2シリーズ

2000年
- ゲートキーパーズ（北条雪乃、女の子B）
- ビックリマン2000（2000年 - 2001年、賢守カンジー）
- 遊☆戯☆王デュエルモンスターズ（ゴースト骨塚、遊戯の母）

2001年
- キャプテン翼（平成版）（2001年 - 2002年、青葉弥生）
- 仰天人間バトシーラー（セーカ・ゼイゼイ/セーカ・ルンルン）
- Dr.リンにきいてみて!（七尾）
- ONE PIECE（2001年 - 、アピス、アイサ、五つ子〈イチカ、ニカ、サンカ、ヨンカ、ヨンカツー〉、ヴィンスモーク・イチジ〈子供〉、カポネ・ペッツ、コゼット、シャーロット・シナモン 他）

2002年
- 真・女神転生Dチルドレン ライト&ダーク（ネメア）
- ホイッスル!（小島有希）

2003年
- 釣りバカ日誌（しのぶ）
- R.O.D -THE TV-（河原崎のり）
- まっすぐにいこう。（セバスチャン）
- GUNSLINGER GIRL（プリシッラ）

2004年
- 愛してるぜベイベ★★（片倉皐）
- 陸奥圓明流外伝 修羅の刻（圓）
- 遊☆戯☆王デュエルモンスターズGX（丸藤翔、E・HERO バーストレディ）
- レジェンズ 甦る竜王伝説（マイク・マクフィールド）

2005年
- おねがいマイメロディ（セーラ）
- 涼風（早乙女優花）
- カッパの飼い方（女性）
- capeta（仁）
- 絶対少年（深山美佳）
- 魔法先生ネギま!（ネカネ・スプリングフィールド）

2006年
- おねがいマイメロディ 〜くるくるシャッフル!〜（ソフィー）
- ゴーストハント（松崎綾子）
- シュヴァリエ 〜Le Chevalier D'Eon〜（オーギュスト）
- まもって!ロリポップ（クク）
- 蟲師（イサナ）
- 名探偵コナン（女）

2007年
- おねがいマイメロディ すっきり♪（モコモコ）
- 家庭教師ヒットマンREBORN!（ラル・ミルチ）
- 人造昆虫カブトボーグ V×V（篠原真弓、中島の妻、紳士の妻、順一）
- Saint October（ユアン）
- はたらキッズ マイハム組（2007年 - 2008年、吉川カイト）

2008年
- キャシャーン Sins（ニタ、リーザ）
- ゲゲゲの鬼太郎（第5作）（2008年 - 2009年、駿、看護師、五郎、妖怪城、ハヤテ）
- ねぎぼうずのあさたろう（弟）
- ライブオン CARDLIVER 翔（ペダル）

2009年
- 怪談レストラン（2009年 - 2010年、みどり、モデル、A君）

2010年
- ちびまる子ちゃん（2010年 - 2017年、主婦、純くん、ルリ子、少年、京子 他）
- ハートキャッチプリキュア!（杉山ごう）
- WORKING!!（2010年 - 2015年、伊波母） - 3シリーズ

2011年
- さきいか君（冷やしトマトさん）
- 輪るピングドラム（藍の母親）

2012年
- 探検ドリランド（ペフー）

2013年
- 探検ドリランド -1000年の真宝-（キノコ騎士マシュネ、ペホー、パフー）
- ドキドキ!プリキュア（かるたクイーン）

2014年
- 暴れん坊力士!!松太郎（菊江）
- サザエさん（女生徒2）
- ドラゴンボール改（ベエ）

2015年
- 戦国無双（甲斐姫）
- ドラゴンボール超（ベエ）

2017年
- しまじろうのわお!（2017年 - 、桃山にゃっきい〈代役→2代目〉）

2018年
- ONE PIECE エピソードオブ空島（アイサ）

### 劇場アニメ
- たまごっちホントのはなし（1997年、ミカチュー）
- スレイヤーズぷれみあむ（2001年、アメリア）
- ONE PIECE FILM Z（2012年、ゼット〈子供時代〉）
- 映画しまじろう ミラクルじまの なないろカーネーション（2024年、桃山にゃっきい）

### OVA
1995年
- 赤ずきんチャチャ（1995年 - 1996年、チャチャ）

1996年
- それゆけ!宇宙戦艦ヤマモト・ヨーコ（メオ・ニスのエリュトロン）

1997年
- それゆけ!宇宙戦艦ヤマモト・ヨーコII（メオ・ニスのエリュトロン）
- たまごっち（ミカチュー）

1998年
- 親切丁寧!!たまごっちビデオ 公認育成マニュアル（ミカチュー）
- 親切丁寧!!てんしっちのたまごっちビデオ 公認育成マニュアル（ミカチュー）
- ビデオで発見!!たまごっち

1999年
- るろうに剣心 -明治剣客浪漫譚- 追憶編（心太）

2001年
- 赤ずきんちゃんリターンズ（赤ずきん）※代々木アニメーション学院の生徒卒業制作ビデオに収録
- アニメーション制作進行くろみちゃん（チャーミー）
- グッドモーニング・コール（晴日）

2004年
- まかせてイルか!（母）

2005年
- カクレンボ（ソリンチャ）

2002年
- ゲートキーパーズ21（北条雪乃）

2010年
- こえでおしごと!（針江夏実）

### Webアニメ
- ペンギン娘♥はぁと（2008年、頬城鮪）

### ゲーム
時期不明
- テニスの王子様 SWEAT&TEARSシリーズ（早川楓）
- TWISTY NIGHT #3いにしえびと（エンディングテーマ「TWISTY NIGHT」ボーカル）

1992年
- ドラゴンナイトII（モナミ）

1995年
- 天地無用! 魎皇鬼（白亜）

1996年
- 同級生（高野みどり）
- 東方珍遊記 〜はーふりんぐ・はーつ!!〜（ゴジョー）
- ワルキューレの伝説 外伝 ローザの冒険（ローザ〈ローゼン・クライネ〉、ローテ）

1997年
- ゲーム天国シリーズ（加藤）
- 子育てクイズ マイエンジェル / もっとマイエンジェル（1997年 - 1999年、娘） - 2作品
- スタースイープ（シトラ）
- スレイヤーズろいやる（アメリア＝ウィル＝テスラ＝セイルーン）
- ゆけゆけ!!トラブルメーカーズ（マリナ＝ナゲット）
- 64で発見!!たまごっち みんなでたまごっちワールド（ミカチュー）

1998年
- ずっといっしょ（青葉林檎）
- スレイヤーズろいやる2（アメリア＝ウィル＝テスラ＝セイルーン）
- スレイヤーズわんだほ〜（アメリア＝ウィル＝テスラ＝セイルーン）
- セガサターンで発見たまごっち（ミカチュー）
- 星で発見!!たまごっち（ミカチュー）
- はいぱぁセキュリティーズ2（嘉比井萌花）

1999年
- Lの季節 〜A piece of memories〜（霧城七衣）
- ゲートキーパーズ（北条雪乃）
- ファーランドオデッセイ 伝説を継ぐ者（シェンカ）

2001年
- メダロット4（キクヒメ）

2003年
- あしたのジョー 〜まっ白に燃え尽きろ!〜（ホセ夫人、紀子、キノコ）
- メダロットBRAVE（ブラス、キクヒメ）
- ラブひな ごーじゃす 〜チラっとハプニング!!〜（真枝絵馬）
- 遊☆戯☆王デュエルモンスターズ8 破滅の大邪神（ゴースト骨塚）
- ONE PIECE グランドバトル! 3（アイサ）

2005年
- NANA（川村幸子）

2006年
- 遊☆戯☆王デュエルモンスターズGX タッグフォース（丸藤翔）

2007年
- 遊☆戯☆王デュエルモンスターズGX タッグフォース2（丸藤翔）

2008年
- Lの季節2 invisible memories（霧城七衣）
- 家庭教師ヒットマンREBORN! DSフレイムランブル 超燃えよ未来（ラル・ミルチ）
- 遊☆戯☆王デュエルモンスターズGX タッグフォース3（丸藤翔）
- 遊☆戯☆王ゼアル デュエルターミナル（丸藤翔）

2009年
- 家庭教師ヒットマンREBORN! DSフレイムランブルX 未来超爆発!!（ラル・ミルチ）
- 戦国無双3（甲斐姫）
- FRAGILE 〜さよなら月の廃墟〜
- Lucian Bee's RESURRECTION SUPERNOVA（レディX）

2011年
- 戦国無双 Chronicle（甲斐姫）
- 戦国無双3 Z（甲斐姫）
- 戦国無双3 猛将伝（甲斐姫）

2012年
- 戦国無双 Chronicle 2nd（甲斐姫）
- NEWラブプラス（小早川快）
- ヒーローズファンタジア（アメリア＝ウィル＝テスラ＝セイルーン）

2013年
- テイルズ オブ ハーツ R（ラピス）

2014年
- 戦国無双4（甲斐姫）

2016年
- テイルズ オブ ベルセリア（シルバ）

2017年
- 遊戯王 デュエルリンクス（ゴースト骨塚、丸藤翔）
- ゼノブレイド2

2019年
- JUMP FORCE（アバターボイス）

2020年
- ドラゴンボールZ カカロット（ベエ）
- テイルズ オブ ザ レイズ（アメリア＝ウィル＝テスラ＝セイルーン）
- ファンタジア・リビルド（アメリア＝ウィル＝テスラ＝セイルーン）

2021年
- ルーンファクトリー5（ジュリアン）

2022年
- デジモンサヴァイブ（ハル / レナモン）

### ドラマCD
- 彼方から（立木典子）
- 幻想世界英雄烈伝 フェアプレイズ（月島数騎）
- デジモンアドベンチャー02 石田ヤマト 手紙 -Letter-（少女）
- 太陽の少女インカちゃん（イタコ）
- ゴーストハント〜忘れられた子どもたち〜 前編・後編（松崎綾子）
- スレイヤーズVSオーフェン〜史上最悪の邂逅〜（アメリア＝ウィル＝テスラ＝セイルーン）
- バウンティソード外伝・鋼鉄の龍（フュリス）
- まーぶるインスパイア（るのる）
- マジンカイザー傳（真野晶）
- レジェンズ（マイク・マクフィールド）
- くるくる40（うわの司）

### 吹き替え

#### 映画
- グラスハウス
- シャーロット・グレイ
- スパイダーマン
- フォーチュン・クッキー（ペグ）
- レプリカント（娼婦〈マーニー・アルトン〉）※ソフト版

#### ドラマ
- どこかでなにかがミステリー（ロンダ）
- HEY!レイモンド（エイミー）
- リジー&Lizzie（エンジェル）

### 特撮
- ボイスラッガー（アンドロイド・πの声）

### CM
- エニックス 『ゆけゆけ!!トラブルメーカーズ』（1997年）
- バンダイ
  - 『ゲームで発見!!たまごっち』（1997年）
  - 『ゲームで発見!!たまごっち2』（1997年）
  - 『ゲームで発見!!たまごっち　オスっちとメスっち』（1997年）
  - 『64で発見!!たまごっち　みんなでたまごっちワールド』（1997年）

### テレビ番組
- アニソンカウントダウン（ほっと茨城テレビ）
- もらえるテレビ!（ナレーション）

### ラジオ
- U-WIDE午後ナマ
- 着せ替えラジオアニメプリンセス（文化放送で1995年10月14日 - 1997年4月5日まで毎週土曜深夜2:30 - 3:00放送）
- 鈴木真仁のプリンセス倶楽部（文化放送で1997年4月12日 - 1999年9月25日まで毎週土曜深夜2:30 - 3:00放送）
- 鈴木真仁のボイスタイムス
- ラジオ・スーパーロボット魂
- ガンガンラジオ（ラジオ関西）

#### ラジオドラマ
- 青山二丁目劇場「ミッちゃん海へ行く」(ミチコ)
- 世にも奇妙な物語　ラジオの特別編「ロボットの夜」（ミシマシオン）

### テレビドラマ
- 大河ドラマ 平清盛（2012年、鸚鵡の声）

### 舞台
- ミュージカル 水色時代（1996年、河合優子）
- ミュージカル 発明BOYカニパン（1998年、ナルト、ミノ）
- ミュージカル リカちゃん（1999年 - 2000年、マイちゃん）
- ミュージカル HUNTER×HUNTER ナイトメア・オブ・ゾルディック（2002年、カナリヤ）
- NAO-TA!プロデュース
  - vol.1「Little Wing 〜手つかずの空2002〜」（2002年）
  - vol.4「REPLAY」（2007年）
- ミュージカル “マザー”〜This is love〜（2003年、マザー）
- 芹川事務所「夏の夜の夢」（2004年、ライサンダー）
- ミュージカル ギャラクシーエンジェル（2005年、ボルドー）
- ミュージカル オーバー･ザ･ピンクレインボウ（2005年）
- カウントアップ「源氏物語」九九九年紀祭 ひかる君（2007年）
- 劇団アルターエゴ「踊るべき子供たち」（2007年）
- 朗読劇「タチヨミ-最終巻-」（2025年）[30]

### その他コンテンツ
- '93年度代々木アニメーション学院福岡校卒業制作「赤ずきんちゃんリターンズ」（赤ずきん）
- フジテレビ短編アニメ大賞最新作 チョコレートのウサギ パルピー（モンキー）

## 音楽

### シングル
| #              | 発売日         | 曲順           | タイトル                   | 作詞           | 作曲           | 編曲           | 規格品番       |
| キングレコード | キングレコード | キングレコード | キングレコード             | キングレコード | キングレコード | キングレコード | キングレコード |
| -------------- | -------------- | -------------- | -------------------------- | -------------- | -------------- | -------------- | -------------- |
| 1              | 1995年 3月16日 | -              | ようこそマジカルスクールへ | 織田ゆり子     | 佐橋俊彦       | 佐橋俊彦       | KIDA-100       |
| 日本コロムビア |                |                |                            |                |                |                |                |
| 2              | 1996年 5月21日 | -              | あの頃のように             | 田辺智沙       | 田辺智沙       | 岩﨑元是       | CODC-938       |
| TDKコア        |                |                |                            |                |                |                |                |
| 3              | 1997年 5月21日 | 01             | Trouble Maker              | 雄鹿美子       | 半沢一雄       | NON            | TDDM-0001      |
| 3              | 1997年 5月21日 | 02             | determination              | 雄鹿美子       | 半沢一雄       | NON            | TDDM-0001      |
| エアーズ       |                |                |                            |                |                |                |                |
| 4              | 1997年 6月21日 | 01             | 少女時代                   | 原由子         | 原由子         | Nico           | AYDM-135       |
| 4              | 1997年 6月21日 | 02             | My Angel                   | 相田毅         | 鳥渕康         | Nico           | AYDM-135       |

### キャラクターソング
| 発売日           | 商品名                                                                                 | 歌 | 楽曲                                                   | 備考                                                   |
| 2001年           | 2001年                                                                                 | 2001年 | 2001年                                                 | 2001年                                                 |
| ---------------- | -------------------------------------------------------------------------------------- | --- | ------------------------------------------------------ | ------------------------------------------------------ |
|                  | 「幻想世界英雄烈伝 フェアプレイズ」単行本第1巻購入者応募者全員サービス品「太陽のうた」 | 斉木陽太（並木のり子）、ボボウ（望月久代）、月島数騎（鈴木真仁）、琴井奏（水樹奈々）、皇志乃武（田中理恵）、キサヤ（那須めぐみ） | 「太陽のうた」                                         | 『幻想世界英雄烈伝 フェアプレイズ 』オープニングテーマ |
| 「地球はまわる」 | 「幻想世界英雄烈伝 フェアプレイズ」単行本第1巻購入者応募者全員サービス品「太陽のうた」 | 斉木陽太（並木のり子）、ボボウ（望月久代）、月島数騎（鈴木真仁）、琴井奏（水樹奈々）、皇志乃武（田中理恵）、キサヤ（那須めぐみ） | 『幻想世界英雄烈伝 フェアプレイズ 』エンディングテーマ |                                                        |

- 家庭教師ヒットマンREBORN!キャラクターシングルCD第2弾「Burning prayer」（ラル・ミルチ）
- レジェンズ 蘇る竜王伝説キャラクターソングCD弟2弾「いいんだな」（マック）
- ボイスラッガー ソングコレクション（アンドロイド・π）
- ゲートキーパーズ ボーカルアルバム（北条雪乃）
- それゆけ!宇宙戦艦ヤマモト・ヨーコシリーズ（メオ・ニスのエリュトロン）
  - それゆけ!宇宙戦艦ヤマモト・ヨーコソング・コレクション（メオ・ニスのエリュトロン）
  - それゆけ!宇宙戦艦ヤマモト・ヨーコ〜WAVE2
- 神八剣伝 オリジナルキャラクターソング〜コウとルーティ“ひみつのささやき”
- 水色時代キャラクターソングコレクション「Present」
- 子育てクイズ マイエンジェル ドラマ&ソング コレクション
- ロスト・ユニバース トラックス・コンテンツ (1) 「YOU'RE MINE」（ニーナ）
- テイルズ オブ ファンタジア THE ANIMATION オリジナルサウンドトラック（OP:「夢の果て」、ED：「Priere」）